# Stéphane Despatie
Stéphane Despatie (1968 à Montréal - ) est un écrivain, poète et critique littéraire québécois. 

## Biographie
Il participe activement à la vie littéraire et culturelle depuis le début des années 1990, d’abord en tant qu’éditeur de la revue Entracte consacrée aux arts de la scène et au spectacle. Puis, il est successivement libraire, chroniqueur littéraire et théâtral pour Radio-Canada, directeur d’une collection de poésie, organisateur et animateur de lectures publiques de poésie, au Québec et en France, et comme lecteur de ses propres œuvres. 
Il a participé à de nombreuses lectures publiques, notamment lors du Festival international de la poésie de Trois-Rivières, du Printemps des poètes à Paris, du Festival international de la poésie à Moscou, ainsi qu'au Winnipeg International Writers Festival.    
En tant que critique littéraire, il a souvent collaboré avec le quotidien La Presse, au journal Le libraire et avec la revue Spirale.  
Il a participé à la création de la revue Exit. La création d'Exit découlait d'une nécessité d'imposer une nouvelle poésie. « À cette époque, selon Despatie, les poètes de la génération X croyaient “naïvement”, mais “peut-être était-ce la réalité” qu'il n'y avait pas beaucoup de place pour le style de textes qu'ils produisaient. “À l'époque, les baby-boomers prenaient encore beaucoup de place.”» Les poètes de la jeune génération défendait un nouveau style : « plus urbain, plus enragé et plus enracinée dans le quotidien. »  
Avec Corinne Chevarier, il a fondé les Éditions Mains libres. Ses fondateurs cherchent à créer une entreprise à échelle humaine, c'est-à-dire, assez petite pour fournir un accompagnement personnalisé aux autrices et aux auteurs.     
Il est l’un des fondateurs du Marché francophone de la poésie de Montréal. Il a été directeur général des éditions des Écrits des Forges, directeur administratif du festival Phénomena et directeur général de Arion Orchestre Baroque. Il est actuellement directeur de la revue de poésie Exit. ainsi que directeur littéraire des Éditions Mains libres.
Il est directeur de la collection de poésie Filigranes aux éditions Trait d'union.
Son œuvre poétique comprend plusieurs recueils dont : Engoulevents, Au milieu du vacarme et Garder le feu. Il a aussi écrit un récit, Réservé aux chiens, paru chez XYZ éditeur. Ses poèmes ont été traduits, entre autres, en espagnol, en italien, en anglais, en allemand et en russe.
Il est membre de l'Union des écrivaines et écrivains québécois, de l’Association québécoise des critiques de théâtre et du PEN club de Montréal. 

### Poésie
- Charpente Sauvage, Montréal, Éditions Les Intouchables, 1997, 111 p.  (ISBN 2921775301)
- Les Crimes du hasard, Montréal, Éditions Les Intouchables, coll. « Poètes de brousse », 1998, 89 p.  (ISBN 2921775484)
- Engoulevents, Trois-Rivières, éditions Écrits des Forges, 2000, 70 p.  (ISBN 289046573X)
- Lueur dans l’œil pendant qu’il cligne, Montréal, Éditions Trait d’union, 2000, 203 p.  (ISBN 2922572609)
- Garder le feu, Montréal, Éditions Planète rebelle, 2001, 78 p.  (ISBN 292252826X), réédité à Montréal, Éditions Mains libres, 2022, 84 p.  (ISBN 9782925197171)
- Au milieu du vacarme, Trois-Rivières et Pantin, Éditions Écrits des Forges/Le Castor Astral, 2002, 119 p.  (ISBN 2890467163)
- Ailleurs que partout, Montréal, Éditions Trait d'union, 2003, 80 p.  (ISBN 2895880603)
- L’odeur des ponts, Mexico, Mantis Editores/Écrits des Forges, 2004, 141 p.  (ISBN 2890468631)
- Chotacabras, Mexico, UNAM, coll. « El Puente », 2005, 127 p.  (ISBN 9703221629)
- Ce qu’il reste de nous, Trois-Rivières, Écrits des Forges, 2006, 125 p.  (ISBN 2890469905)
- Ceux-là, Trois-Rivières, Écrits des Forges, 2008, 67 p.  (ISBN 2896451048)
- Mauve chaconne, Trois-Rivières, Écrits des Forges, 2012, 149 p.  (ISBN 289645215X)
- Paroles biologiques, Trois-Rivières, Écrits des Forges, 2021, 83 p.  (ISBN 2896454071)

### Roman/récit
- Réservé aux chiens, Montréal, XYZ éditeur, coll. « Hiéroglyphes », 2002, 72 p.  (ISBN 2892613515), réédité à Montréal, Éditions Mains libres, 2023, 96 p.  (ISBN 9782925197393)

- Fretless, Montréal, Éditions Mains libres, 2023, 312 p.  (ISBN 9782925197041)

### Livre sonore
- Tes couleurs iront quelque part (avec le Trio Daniel Lessard), Montréal, Disque Propella, 2003.

### Collectif
Des dizaines de collectifs dont :
- Québec 2008 : 40 poètes du Québec et de France, Trois-Rivières (Québec)/La Chevallerais, Coédition Écrits des Forges (Québec) et Sac à Mots (France), 216 p. (ISBN 978-2-89645-062-6 et 978-2-915299-26-7)recueil collectif de poésie en langue française avec vingt auteurs dont France Mongeau, Yolande Villemaire, Claude Beausoleil, Denise Boucher, Stéphane Despatie, Claudine Bertrand  pour le Québec et Georges Bonnet, Odile Caradec, Raymond Bozier, Jean-Claude Martin, James Sacré, Josyane de Jesus-Bergey pour la France

### Autres publications
- Oublierons-nous, Trois-Rivières, Lèvres urbaines, no 38, 2005, 64 p.
- Cartes postales de Stéphane Despatie (des Îles de la Madeleine) à Josée Bilodeau, Montréal, Moebius, no 167, 2020, p. 53-61.

## Prix et honneurs
- 2000 : Finaliste du Prix des Terrasses Saint-Sulpice de la revue Estuaire (pour Engoulevents)[5]
- 2022 : Lauréat du Prix de poésie Gatien-Lapointe - Jaime-Sabines 2022 remis par le Seminario de Cultura de Mexico et le Festival international de la poésie de Trois-Rivières[6].